# Danny Duffy
Daniel Richard Duffy (Goleta, 21 dicembre 1988) è un giocatore di baseball statunitense, lanciatore partente per i Los Angeles Dodgers della Major League Baseball.

## Carriera

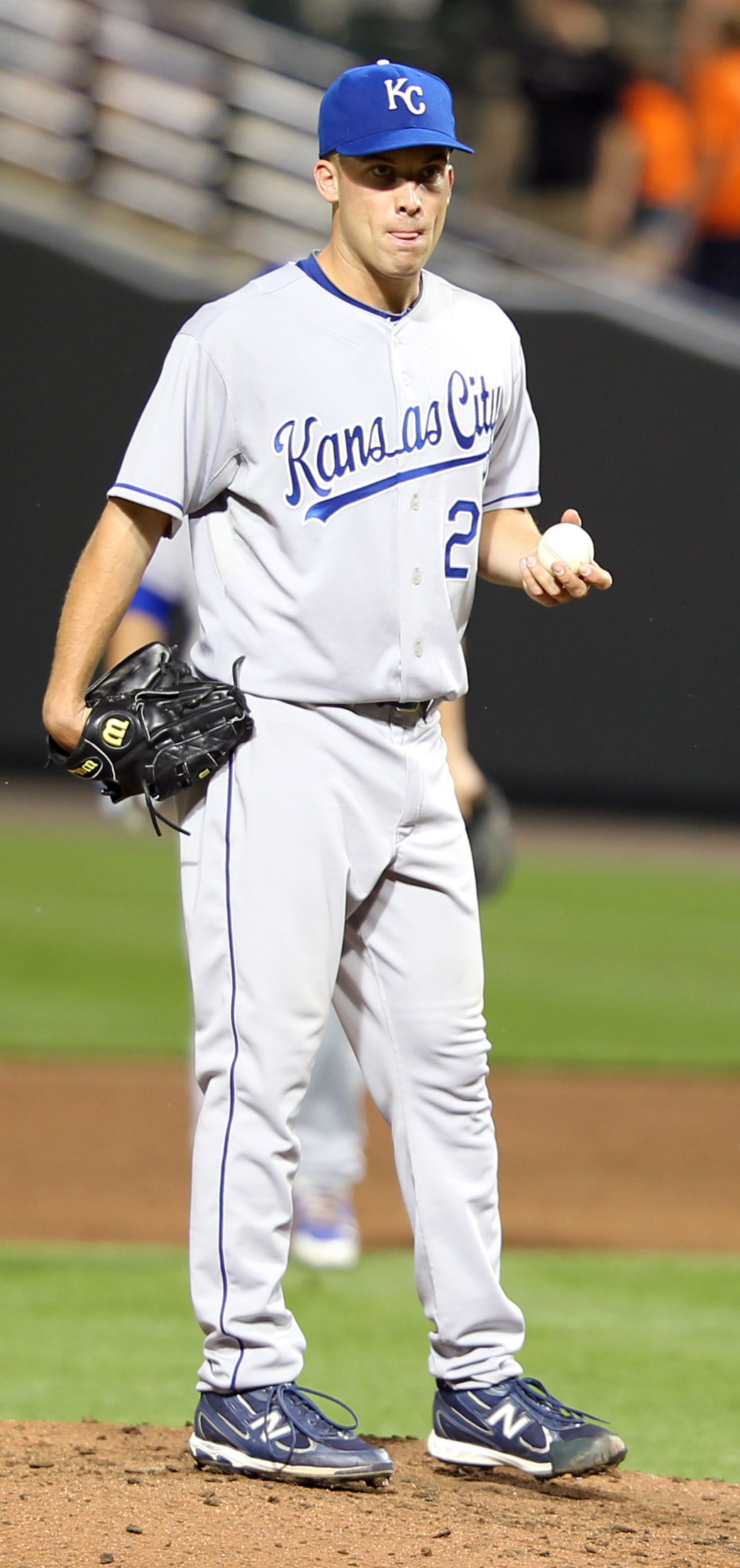
Duffy nel 2011

### Inizi e Minor League
Nato a Goleta, nello stato della California, Duffy Frequentò la Cabrillo High School di Lompoc e da lì venne selezionato, nel 3º turno del draft MLB 2007, dai Kansas City Royals. Iniziò a nello stesso anno nella classe Rookie, per poi passare l'anno successivo alla classe A. Nel 2009 giocò nella classe A-avanzata e nel 2010 partecipò alla Doppia-A, con alcune apparizioni nella A-avanzata e nella classe Rookie.

### Major League

#### Kansas City Royals (2011-2021)
Duffy debuttò nella MLB il 18 maggio 2011, al Kauffman Stadium di Kansas City contro i Texas Rangers. Concluse la sua prima stagione regolare con 20 partite disputate nella Major League e 8 giocate nella Tripla-A della Minor League Baseball. Nel 2012, giocò solamente sei partite, poi dovette sottoporsi alla Tommy John surgery, saltando il resto della stagione.
Durante le World Series 2015, apparve in tre partite su cinque, sempre come lanciatore di rilievo. Divenne come i suoi compagni di squadra, campione al termine della serie.
Il 16 gennaio 2017, Duffy firmò un contratto quinquennale con i Royals del valore complessivo di 65 milioni di dollari.
Il 17 maggio 2021, venne inserito nella lista degli infortunati per un problema al flessore dell'avanbraccio sinistro. Tornò disponibile il 23 giugno e il 20 luglio subì un nuovo infortunio al flessore sinistro.

#### Los Angeles Dodgers (2021-)
Il 29 luglio 2021, i Royals scambiarono Duffy assieme a una somma in denaro con i Los Angeles Dodgers per un giocatore da nominare in seguito. Tuttavia il giocatore non prese parte ad alcuna partita con i Dodgers a causa dell'infortunio, chiudendo la stagione con 61.0 inning disputati in 13 partite. Divenne free agent a fine stagione, rinnovando successivamente con la franchigia il 18 marzo 2022, con un contratto annuale più un'opzione del club per la seconda stagione.

## Nazionale
Duffy venne convocato dalla Nazionale di baseball degli Stati Uniti d'America per l'edizione 2017 del World Baseball Classic, ottenendo dopo la vittoria al termine della competizione, la medaglia d'oro.

## Palmarès

### Club
- World Series: 1

Kansas City Royals: 2015

### Nazionale
- World Baseball Classic:  Medaglia d'Oro

Team USA: 2017